# Esther Arrojeria Arantzazistroke
Esther Arrojeria Arantzazistroke (geboren am 11. Februar 1994 in Usurbil) ist eine spanische ehemalige Handballspielerin, die auf der Spielposition Rückraum Mitte eingesetzt wurde.
Sie erlernte das Handballspielen in der Schule; im Alter von elf Jahren begann sie beim Verein in Usurbil. Später wechselte sie zu Balonmano Bera Bera.
Mit Bera Bera gewann sie mehrfach die spanische Meisterschaft in der División de Honor und den spanischen Pokal (Copa de la Reina), sowie den Supercup (Supercopa de España). Ebenso nahm sie mit dem Verein an internationalen Vereinswettbewerben teil.
Sie stand im Aufgebot spanischer Nachwuchsnationalmannschaften. Am 24. März 2018 bestritt sie ihr erstes Länderspiel für die spanische Nationalmannschaft. Mit Spaniens Auswahl gewann sie am 6. Juli die Goldmedaille bei den Mittelmeerspielen 2022. Sie nahm mit dem Team an der Europameisterschaft 2022 teil.
Nach dem Gewinn der Meisterschaft 2025 beendete sie ihre Handballkarriere.